# Vermilion (Illinois)
Pour les articles homonymes, voir Vermilion.
Vermilion est un village du comté d'Edgar dans l'Illinois, aux États-Unis,. Il est situé au sud-est du comté et au sud-est de Paris. Il est incorporé le 20 décembre 1873.

## Démographie
Lors du recensement de 2010, le village comptait une population de 225 habitants. Elle est estimée, en 2016, à 213 habitants.

## Source de la traduction
- (en) Cet article est partiellement ou en totalité issu de l’article de Wikipédia en anglais intitulé « Vermilion, Illinois » (voir la liste des auteurs).